# Islote Goudier

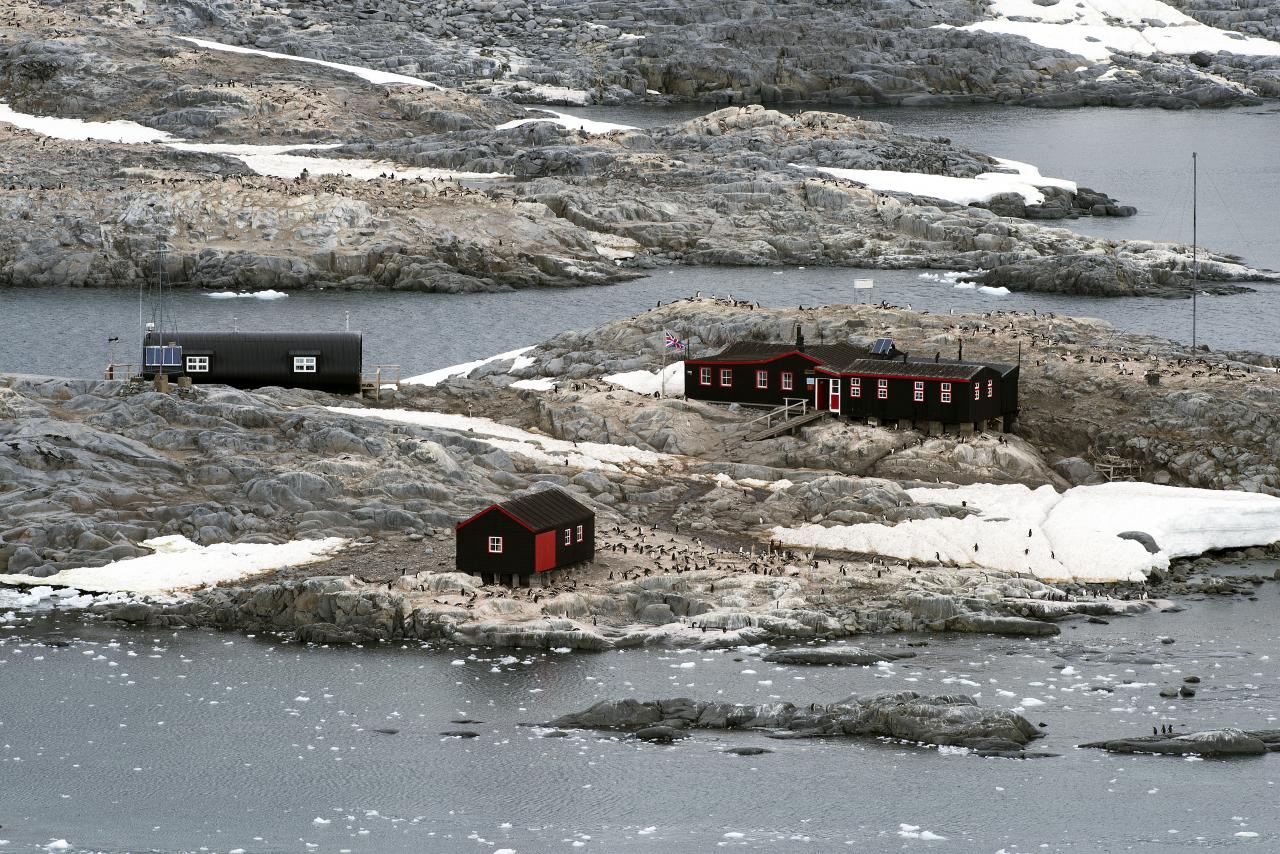
Puerto Lockroy.

El islote Goudier (64°50′S 63°30′O / -64.833, -63.500) es una pequeña isla con una apariencia de roca pulida que se encuentra a 1 kilómetro al norte de la punta Jougla en el Puerto Lockroy, isla Wiencke, en el archipiélago de Palmer. Fue descubierto por la Tercera Expedición Antártica Francesa, la cual estuvo al mando de Jean-Baptiste Charcot, y fue nombrado en honor a E. Goudier, ingeniero jefe del barco de expedición Français.
La Operación Tabarín estableció una base de investigación (Base A) en la isla en 1944. La investigación continuó hasta 1962 cuando las operaciones se transfirieron a la Base F (Base Faraday) en las islas Argentina. Fue restaurado en 1996 y ahora es una de las atracciones turísticas más populares en la Antártida.

## Reclamaciones territoriales
Argentina incluye a la isla en el departamento Antártida Argentina dentro de la provincia de Tierra del Fuego, Antártida e Islas del Atlántico Sur; para Chile forma parte de la Comuna Antártica de la provincia Antártica Chilena dentro de la Región de Magallanes y de la Antártica Chilena; y para el Reino Unido integra el Territorio Antártico Británico. Las tres reclamaciones están sujetas a las disposiciones del Tratado Antártico.